# Fantastyczna Czwórka (film 2015)
Fantastyczna Czwórka (oryg. The Fantastic Four) – amerykański fantastycznonaukowy film akcji na podstawie serii komiksów o drużynie superbohaterów o tym samym tytule wydawnictwa Marvel Comics. Za reżyserię odpowiadał Josh Trank, który napisał scenariusz wspólnie z Jeremym Slaterem i Simonem Kinbergiem. W głównych rolach wystąpili: Miles Teller, Michael B. Jordan, Kate Mara, Jamie Bell, Toby Kebbell, Reg E. Cathey i Tim Blake Nelson.
Światowa premiera filmu miała miejsce 4 sierpnia 2015 roku w Nowym Jorku. W Polsce zadebiutował on 14 sierpnia tego samego roku. Film przy budżecie 120 milionów dolarów zarobił niecałe 170 milionów i otrzymał on negatywne oceny od krytyków. Jest to reboot serii zapoczątkowanej w 2005 roku filmem o tym samym tytule. Planowana kontynuacja została anulowana ze względu na słaby wynik finansowy i nieprzychylne oceny zarówno krytyków, jak i widzów. W 2019 roku, po odzyskaniu praw do ekranizacji przez Marvel Studios, Kevin Feige zapowiedział kolejny reboot będący częścią franczyzy Filmowego Uniwersum Marvela.

## Streszczenie fabuły
Reed Richards i Ben Grimm, przyjaciele z dzieciństwa, którzy pracowali razem nad prototypem teleportu od młodości, przykuli uwagę profesora Franklina Storma, dyrektora Fundacji Baxtera, która jest sponsorowanym przez rząd instytutem badawczym zajmującym się młodymi naukowcami. Richards zostaje zwerbowany przez Storma, aby pomógł jego dzieciom Sue Storm i Johnny’emu Stormowi przy ukończeniu „Bramy Kwantowej” zaprojektowaną przez jednego z protegowanych Franklina Storma, Victora Von Dooma.
Kiedy prace zostają z powodzeniem zakończone, kierownik placówki, doktor Harvey Allen wysyła grupę do NASA, aby wyruszyli do równoległego wymiaru nazwanego „Planetą Zero”. Rozczarowani odmową udziału, Richards, Johnny, Doom i Grimm wykorzystują Bramę Kwantową, aby udać się w nieautoryzowaną podróż do Planety Zero, podczas której dowiadują się, że jest światem wypełnionym nieznanymi substancjami. Kiedy Doom próbuje dotknąć zielonej substancji przypominającej lawę, dochodzi do wybuchu w miejscu, w którym się znajdują. Richards, Johnny i Grimm wracają na wahadłowiec i razem z Sue wracają na Ziemię. Doom ginie wpadając w zapadający się grunt. Brama Kwantowa eksploduje zmieniając Richardsa, Grimma, Sue i Johnny’ego na poziomie genetycznym dając im nadludzkie zdolności. Richards może rozciągać się jak guma, Susan może stać się niewidzialna i generować pola siłowe, Johnny może pokryć całe swoje ciało ogniem i latać, a Grimm ma podobną do skały skórę, nadludzką siłę i wytrzymałość. Zostają oni umieszczeni w areszcie ośrodka rządowego w celu zbadania ich umiejętności. Reed, obwiniając się za wypadek ucieka i próbuje odnaleźć lekarstwo cofające ich zmiany.
Rok później Richards, który jest uznany za zbiega, zbudował kombinezon, który pozwala mu kontrolować swoje umiejętności. Zostaje odnaleziony przez wojsko Stanów Zjednoczonych z pomocą Grimma, Sue i Johnny’ego, kiedy ukrywał się w Ameryce Środkowej. Johnny i Sue zostali również wyposażeni w specjalne kombinezony, które pozwalają im zapanować nad swoimi zdolnościami. Richards zostaje zabrany do Strefy 57, gdzie zostaje poproszony przez Allena o odbudowę Bramy Kwantowej. W zamian zostają przekazane Richardsowi dotychczasowe badania nad ewentualnym lekarstwem. Po przybyciu na Planetę Zero, zespół Allena odnajduje Dooma, który został połączony ze skafandrem kosmicznym i teraz posiada zdolności telekinetyczne. Sprowadzają go z powrotem na Ziemię. Doom wierzy, że ludzie muszą zostać zniszczeni, aby mógł odbudować Ziemię na swój obraz. Zabija on grupę badawczą i żołnierzy w bazie, w tym doktora Allena i profesora Storma. Później wraca na Planetę Zero za pomocą Bramy Kwantowej, a Grimm, Johnny, Richards i Sue ruszają za nim w pościg.
Doom aktywuje portal na Planecie Zero za pomocą Bramy Kwantowej i zaczyna zmieniać krajobraz Ziemi używając do tego strukturę, którą stworzył na Planecie Zero. Grimm, Johnny, Richards i Sue konfrontują się z nim i po krótkiej walce Grimm ciska Doomem w promień energii portalu powodując jego dezintegrację. Johnny zamyka portal. Po powrocie na Ziemię grupa zostaje odznaczona przez wojsko za swój heroizm. Otrzymują bazę operacyjną „Central City”, aby badać swoje zdolności bez ingerencji władz. Grimm, Johnny, Richards i Sue decydują się na używanie swoich supermocy do pomocy ludziom jako „Fantastyczna Czwórka”.

## Obsada
| Polski dubbing |
| • Maciej Nawrocki jako Reed Richards / Pan Fantastyczny • Julia Kamińska jako Sue Storm / Niewidzialna Kobieta • Otar Saralidze jako Johnny Storm / Człowiek Pochodnia • Paweł Krucz jako Ben Grimm / Stwór • Marcin Czarnik jako Victor Von Doom / Doktor Doom • Artur Dziurman jako Franklin Storm • Krzysztof Dracz jako Harvey Allen |

- Miles Teller jako Reed Richards / Pan Fantastyczny, lider Fantastycznej Czwórki, który posiada zdolność elastyczności swojego ciała[4]. Owen Judge zagrał Reeda jako dziecko[5].
- Michael B. Jordan jako Johnny Storm / Człowiek Pochodnia, brat Sue, który posiada zdolność tworzenia ognia i manipulowania nim. Należy do Fantastycznej Czwórki[4].
- Kate Mara jako Sue Storm / Niewidzialna Kobieta, naukowiec, która posiada umiejętność bycia niewidzialną oraz tworzenia barier. Należy do Fantastycznej Czwórki[4].
- Jamie Bell jako Ben Grimm / Rzecz, przyjaciel Richardsa, który posiada nadludzką siłę i wytrzymałość, ma pomarańczową, elastyczną skórę przypominającą kamień. Należy do Fantastycznej Czwórki[6]. Evan Hannemann zagrał Bena jako dziecko[7].
- Toby Kebbell jako Victor Von Doom / Doktor Doom, komputerowy technik i naukowiec, którego mentorem jest Franklin Storm, który stał się wrogiem Fantastycznej czwórki. Posiada zdolności telekinetyczne i umiejętność manipulacji energią[8].
- Reg E. Cathey jako Franklin Storm, biologiczny ojciec Johnny’ego i adopcyjny Sue[9].
- Tim Blake Nelson jako Harvey Allen, naukowiec nadzorujący Baxter Foundation[10].

W filmie ponadto wystąpili: Dan Castellaneta jako pan Kenny, nauczyciel Reeda; Chet Hanks jako Jimmy Grimm, starszy brat Bena; Mary-Pat Green jako pani Grimm, matka Bena i Jimmy’ego; Tim Heidecker jako pan Richards, ojczym Reeda.

## Produkcja

### Rozwój projektu

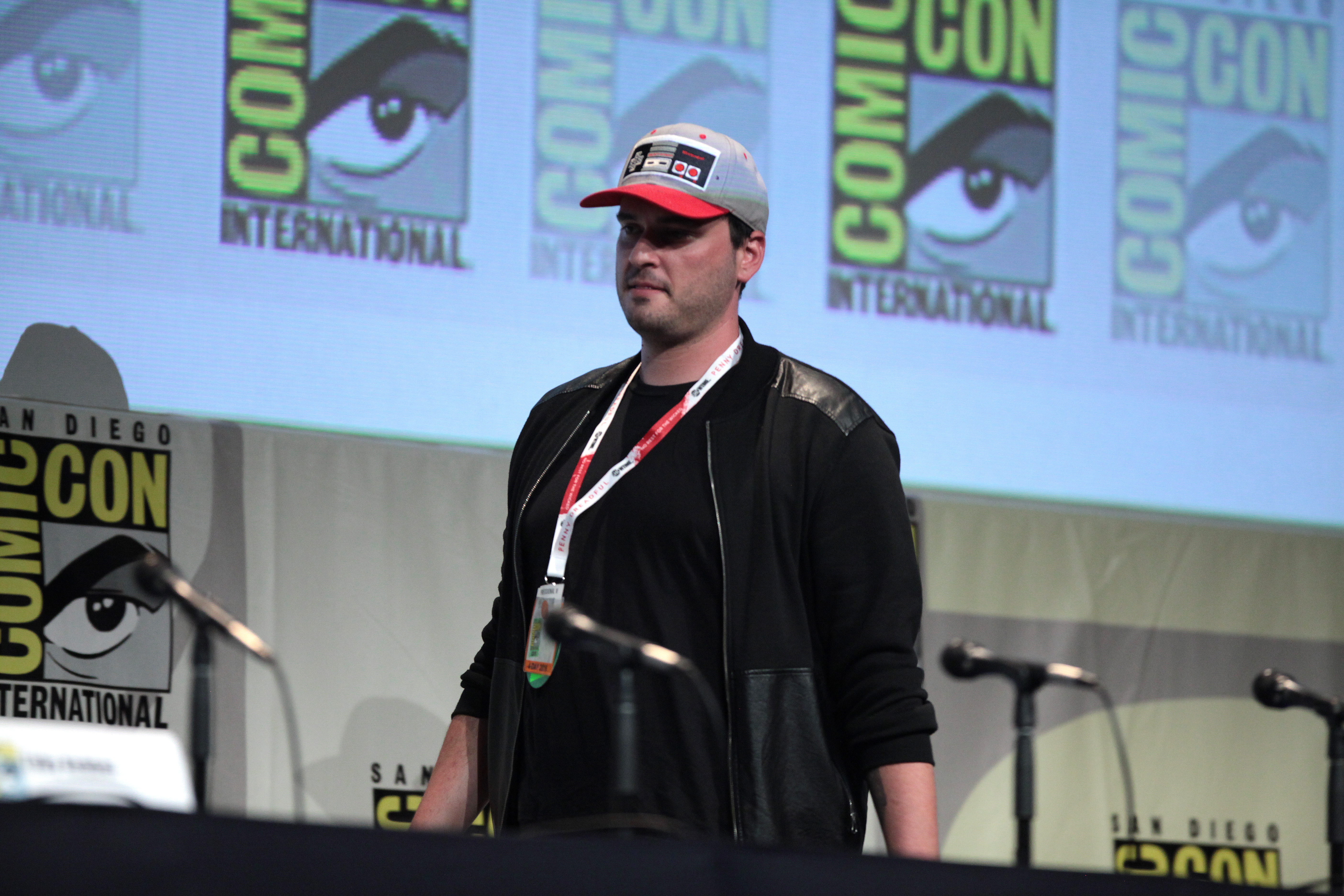
Josh Trank, reżyser filmu

W sierpniu 2009 roku 20th Century Fox ogłosiło reboot filmu o Fantastycznej Czwórce. Akiva Goldsman został jego producentem, a Michael Green został zatrudniony na stanowisko scenarzysty. W lipcu 2012 roku Josh Trank otrzymał stanowisko reżysera, a Jeremy Slater zajął miejsce Greena. Trank również postanowił zająć się scenariuszem, jednak jego wizja filmu była odmienna od wizji Slatera. W lutym 2013 roku poinformowano, że Matthew Vaughn będzie jednym z producentów, natomiast Seth Grahame-Smith został zatrudniony do dopracowania scenariusza. W październiku tego samego roku Simon Kinberg dołączył jako współscenarzysta i producent.
Mark Millar, konsultant studia w kwestii filmów na podstawie komiksów Marvel Comics, poinformował, że film będzie częścią franczyzy uniwersum filmowego osadzonego w świecie X-Men. Kinberg jednak zaprzeczył tym doniesieniom, a Bryan Singer potwierdził, że odbyły się rozmowy na temat potencjalnego crossoveru. W styczniu 2014 roku ukończony został scenariusz.

### Casting

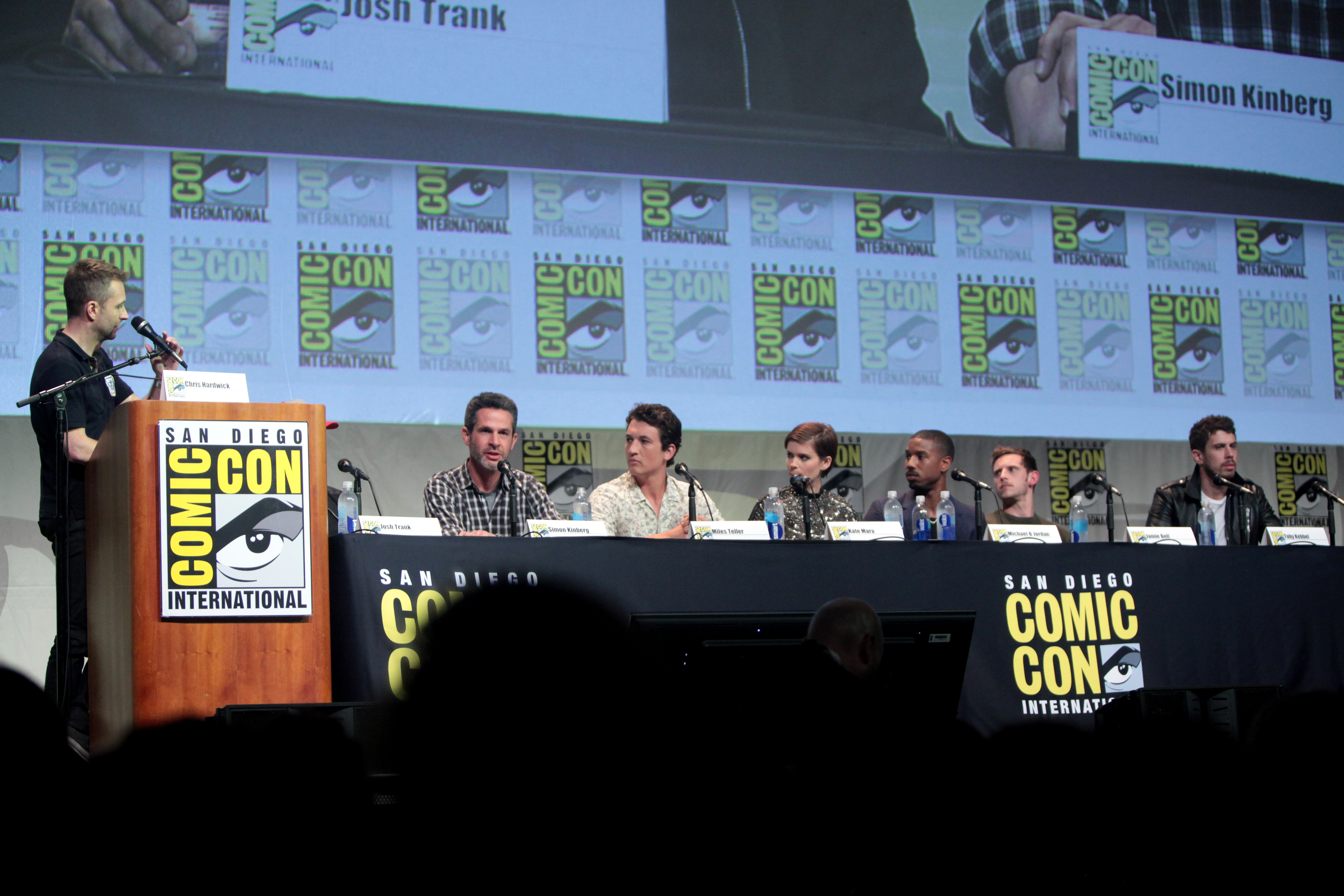
Obsada i twórcy filmu podczas panelu na San Diego Comic-Conie w 2015 roku

W styczniu 2014 rozpoczęto kompletowanie obsady. O rolę Reeda Richardsa ubiegali się Miles Teller, Kit Harington, Richard Madden i Jack O’Connell, a o rolę Sue Storm: Kate Mara, Saoirse Ronan, Margot Robbie i Emmy Rossum. W lutym ujawniono, że role te otrzymali Teller i Mara, oraz że Michael B. Jordan zagra Johnny’ego Storma. W marcu do obsady dołączył Toby Kebbell jako Victor von Doom, a Teller poinformował, że Jamie Bell zagra Bena Grimma. W kwietniu Tim Blake Nelson kończył negocjować warunki roli Harveya Eldera, a w maju Reg E. Cathey został obsadzony w roli ojca Sue i Johnny’ego.

### Zdjęcia i postprodukcja
Zdjęcia do filmu rozpoczęły się 5 maja 2014 roku w Baton Rouge w Luizjanie, a zakończyły się 23 sierpnia tego samego roku. Za zdjęcia odpowiadał Matthew Jensen, za scenografię Chris Seagers, a za kostiumy George L. Little. Montażem zajęli się Elliot Greenberg i Stephen Rivkin. W styczniu 2015 roku odbyły się dokrętki.
Podczas produkcji dochodziło do nieporozumień między studiem, a reżyserem filmu. Ze względu na niezadowolenie z wersji Tranka, studio nakazało własne zmiany w filmie bez jego udziału.

## Muzyka
W styczniu 2015 roku Marco Beltrami został zatrudniony do skomponowania muzyki do filmu. W tym samym miesiącu dołączył do niego Philip Glass. Ścieżka dźwiękowa Fantastic Four (Original Motion Picture Soundtrack) została wydana 14 sierpnia 2015 roku przez Sony Classical Records.
| Fantastic Four (Original Motion Picture Soundtrack) – 2015 | Fantastic Four (Original Motion Picture Soundtrack) – 2015 | Fantastic Four (Original Motion Picture Soundtrack) – 2015 | Fantastic Four (Original Motion Picture Soundtrack) – 2015 |
| Nr                                                         | Tytuł utworu                                               | Autor                                                      | Długość                                                    |
| ---------------------------------------------------------- | ---------------------------------------------------------- | ---------------------------------------------------------- | ---------------------------------------------------------- |
| 1.                                                         | „Fantastic Four Prelude”                                   | M. Beltrami, P. Glass                                      | 05:16                                                      |
| 2.                                                         | „The Garage”                                               | M. Beltrami, P. Glass                                      | 02:26                                                      |
| 3.                                                         | „The Unveiling”                                            | M. Beltrami, P. Glass                                      | 01:03                                                      |
| 4.                                                         | „Baxter”                                                   | M. Beltrami, P. Glass                                      | 02:45                                                      |
| 5.                                                         | „All My Faith”                                             | M. Beltrami, P. Glass                                      | 00:45                                                      |
| 6.                                                         | „The Lab”                                                  | M. Beltrami, P. Glass                                      | 00:52                                                      |
| 7.                                                         | „Meeting of the Minds”                                     | M. Beltrami, P. Glass                                      | 00:52                                                      |
| 8.                                                         | „It Begins”                                                | M. Beltrami, P. Glass                                      | 00:34                                                      |
| 9.                                                         | „Building the Future”                                      | M. Beltrami, P. Glass                                      | 02:49                                                      |
| 10.                                                        | „Launch One”                                               | M. Beltrami, P. Glass                                      | 03:11                                                      |
| 11.                                                        | „Neil Armstrong”                                           | M. Beltrami, P. Glass                                      | 02:57                                                      |
| 12.                                                        | „Maiden Voyage”                                            | M. Beltrami, P. Glass                                      | 01:56                                                      |
| 13.                                                        | „Footprints”                                               | M. Beltrami, P. Glass                                      | 04:00                                                      |
| 14.                                                        | „Run”                                                      | M. Beltrami, P. Glass                                      | 02:38                                                      |
| 15.                                                        | „Ben’s Drop”                                               | M. Beltrami, P. Glass                                      | 02:27                                                      |
| 16.                                                        | „Real World Applications”                                  | M. Beltrami, P. Glass                                      | 01:39                                                      |
| 17.                                                        | „Under Pressure”                                           | M. Beltrami, P. Glass                                      | 01:01                                                      |
| 18.                                                        | „The Search”                                               | M. Beltrami, P. Glass                                      | 01:58                                                      |
| 19.                                                        | „Your’re Going to Like This One”                           | M. Beltrami, P. Glass                                      | 01:09                                                      |
| 20.                                                        | „Father and Son”                                           | M. Beltrami, P. Glass                                      | 01:49                                                      |
| 21.                                                        | „Return”                                                   | M. Beltrami, P. Glass                                      | 02:42                                                      |
| 22.                                                        | „He’s Awake”                                               | M. Beltrami, P. Glass                                      | 06:55                                                      |
| 23.                                                        | „Pursuit”                                                  | M. Beltrami, P. Glass                                      | 03:01                                                      |
| 24.                                                        | „Strength in Numbers”                                      | M. Beltrami, P. Glass                                      | 05:17                                                      |
| 25.                                                        | „End Titles”                                               | M. Beltrami, P. Glass                                      | 06:15                                                      |
|                                                            |                                                            |                                                            | 1:06:17                                                    |

## Wydanie
Światowa premiera filmu miała miejsce 4 sierpnia 2015 roku w Nowym Jorku. Podczas wydarzenia uczestniczyła obsada i produkcja filmu oraz zaproszeni specjalni goście. Premierze tej towarzyszył czerwony dywan oraz szereg konferencji prasowych. Dla szerszej publiczności w Stanach Zjednoczonych zadebiutował 7 sierpnia. W Polsce premiera odbyła się 14 sierpnia tego samego roku.
Początkowo data amerykańskiej premiery była wyznaczona na 6 marca 2015 roku. Później była ona dwukrotnie przesuwana, na początku 19 czerwca, a następnie 7 sierpnia tego samego roku.

## Odbiór

### Box office
Film przy budżecie 120 milionów dolarów zarobił niecałe 170 milionów, z czego ponad 56 milionów w Stanach Zjednoczonych i Kanadzie oraz ponad 440 tysięcy w Polsce.

### Krytyka w mediach
Film został negatywnie oceniony przez krytyków. W serwisie Rotten Tomatoes 9% z 258 recenzji filmu jest pozytywnych (średnia ocen wyniosła 3,46 na 10). Na portalu Metacritic średnia ocen z 40 recenzji wyniosła 27 punktów na 100. Natomiast według serwisu CinemaScore publiczność przyznała mu ocenę C- w skali od F do A+.

### Nagrody i nominacje
| Rok  | Ceremonia               | Kategoria                          | Nominowani                                             | Rezultat  | Przypis |
| ---- | ----------------------- | ---------------------------------- | ------------------------------------------------------ | --------- | ------- |
| 2015 | Golden Schmoes Awards   | Największe rozczarowanie roku      | Fantastyczna Czwórka                                   | Wygrana   | [ 41 ]  |
| 2015 | Golden Schmoes Awards   | Najgorszy film roku                | Fantastyczna Czwórka                                   | Wygrana   | [ 41 ]  |
| 2016 | Teen Choice Awards      | Ulubiony film fantastyczno-naukowy | Fantastyczna Czwórka                                   | Nominacja | [ 42 ]  |
| 2016 | Golden Raspberry Awards | Najgorszy film                     | Fantastyczna Czwórka                                   | Wygrana   | [ 43 ]  |
| 2016 | Golden Raspberry Awards | Najgorszy remake lub sequel        | Fantastyczna Czwórka                                   | Wygrana   | [ 43 ]  |
| 2016 | Golden Raspberry Awards | Najgorszy reżyser                  | Josh Trank                                             | Wygrana   | [ 43 ]  |
| 2016 | Golden Raspberry Awards | Najgorszy scenariusz               | Jeremy Slater, Josh Trank, Simon Kinberg               | Nominacja | [ 43 ]  |
| 2016 | Golden Raspberry Awards | Najgorsze ekranowe dopasowanie     | Jamie Bell, Kate Mara, Michael B. Jordan, Miles Teller | Nominacja | [ 43 ]  |

## Anulowana kontynuacja i kolejny reboot
Niezatytułowany sequel został oficjalnie zapowiedziany na 14 czerwca 2017 roku na rok przed premierą pierwszej części. W styczniu 2015 roku premiera została przesunięta na 2 czerwca tego samego roku, a w marcu 2015 roku na 9 czerwca. W listopadzie 2015 roku studio zrezygnowało z wydawania drugiej części w 2017 roku i nie podało nowej daty premiery.
W marcu 2019 zakończyła się transakcja kupna części 21st Century Fox przez The Walt Disney Company, dzięki czemu prawa do tych postaci powróciły do Marvel Studios. W lipcu 2019 roku podczas San Diego Comic-Conu szef studia, Kevin Feige poinformował, że powstanie reboot będący częścią franczyzy Filmowego Uniwersum Marvela.